# Сен Фюлин
„Сен Фюлин“ (на френски: Saint-Feuillien) е марка белгийска абатска бира, произведена и бутилирана в пивоварната „Brasserie Saint-Feuillien“ в Льо Рьолкс, окръг Соани, провинция Ено, Югозападна Белгия. „Сен Фюлин“ e една от белгийските марки бира, които имат правото да носят логото „Призната белгийска абатска бира“ (Erkend Belgisch Abdijbier), обозначаващо спазването на стандартите на „Съюза на белгийските пивовари“ (Unie van de Belgische Brouwers).

## История
Бирата „Сен Фюлин“ се вари от 1955 г., а името си получава по името на ирландския светец Фюлин от Фос, живял през VІІ век. През 655 г. по време на пътуване през територията на днешния град Льо Рьолкс, Свети Фюлин е мъченически убит и обезглавен. На мястото на неговото мъченичество, неговите ученици издигат параклис, което през 1125 става норбертинско абатство, което по късно става известно като абатство Сен Фюлин дю Рьолкс (Abbaye St-Feuillien Du Roeulx).
Абатството просперира до Френската революция, когато е разрушено. От него са останали входната врата и портиерната. В продължение на векове монасите варят в манастира собствена бира и тази традиция е възстановена през 1873 г. от семейството Фриар (Friart), които основават пивоварната „Brasserie Saint-Feuillien“, която започва да произвежда различни бири, между които и бира, носеща името на ирландския светец.

## Марки бира
Търговският асортимент на пивоварната, включва четири бири с марката „Сен Фюлин“:
- Saint-Feuillien Blond – силна светла бира със светложълт цвят и с алкохолно съдържание 7,5 %. Наградена със сребърен медал на Australian Beer Awards 2011 г., в категорията Белгийски и френски ейл и златен медал на World's Best Abbey Pale Ale, в Лондон през 2009 и 2010 г.
- Saint-Feuillien Bruin – силна тъмна бира с кафяво-махагонов цвят и с алкохолно съдържание 8,5 %.
- Saint-Feuillien Tripel – силна светла бира с тъмнокехлибарен цвят и с алкохолно съдържание 8,5 %.
- Saint-Feuillien Cuvée de Noël – силна рубинено-червена коледна бира с алкохолно съдържание 9 %.